# Olympische Winterspiele 1988/Biathlon
Bei den XV. Olympischen Winterspielen 1988 in Calgary fanden drei Wettbewerbe im Biathlon statt. Austragungsort war das Canmore Nordic Centre in Canmore.
Letztmals wurden bei diesen Spielen alleine die Biathlon-Männerwettbewerbe ausgetragen. Vier Jahre später im französischen Albertville kam auch das Frauenbiathlon mit ins olympische Programm.

## Bilanz

### Medaillenspiegel
| Platz | Land           | Gold | Silber | Bronze | Gesamt |
| ----- | -------------- | ---- | ------ | ------ | ------ |
| 1     | DDR            | 2    | –      | –      | 2      |
| 2     | Sowjetunion    | 1    | 2      | 1      | 4      |
| 3     | BR Deutschland | –    | 1      | –      | 1      |
| 4     | Italien        | –    | –      | 2      | 2      |

### Medaillengewinner
| Konkurrenz         | Gold                                                                                             | Silber                                                                              | Bronze                                                                                |
| ------------------ | ------------------------------------------------------------------------------------------------ | ----------------------------------------------------------------------------------- | ------------------------------------------------------------------------------------- |
| Sprint 10 km       | Frank-Peter Roetsch                                                                              | Waleri Medwedzew                                                                    | Sergei Tschepikow                                                                     |
| Einzel 20 km       | Frank-Peter Roetsch                                                                              | Waleri Medwedzew                                                                    | Johann Passler                                                                        |
| Staffel 4 × 7,5 km | Sowjetunion 0000Dmitri Wassiljew 0000Sergei Tschepikow 0000Aljaksandr Papou 0000Waleri Medwedzew | BR Deutschland 0000Ernst Reiter 0000Stefan Höck 0000Peter Angerer 0000Fritz Fischer | Italien 0000Werner Kiem 0000Gottlieb Taschler 0000Johann Passler 0000Andreas Zingerle |

## Ergebnisse

### Sprint 10 km
| Platz | Land | Sportler            | Zeit (min) | Fehler  |
| ----- | ---- | ------------------- | ---------- | ------- |
| 01    | DDR  | Frank-Peter Roetsch | 25:08,1    | 1 (1+0) |
| 02    | URS  | Waleri Medwedzew    | 25:23,7    | 0 (0+0) |
| 03    | URS  | Sergei Tschepikow   | 25:29,4    | 0 (0+0) |
| 04    | DDR  | Birk Anders         | 25:51,8    | 2 (2+0) |
| 05    | DDR  | André Sehmisch      | 25:52,3    | 2 (1+1) |
| 06    | DDR  | Frank Luck          | 25:57,6    | 1 (0+1) |
| 07    | FIN  | Tapio Piipponen     | 26:02,2    | 1 (0+1) |
| 08    | ITA  | Johann Passler      | 26:07,7    | 2 (1+1) |
| 09    | URS  | Dmitri Wassiljew    | 26:09,7    | 1 (0+1) |
| 10    | FRG  | Peter Angerer       | 26:13,2    | 2 (0+2) |
|       |      |                     |            |         |
| 12    | FRG  | Fritz Fischer       | 26:25,9    | 1 (0+1) |
|       |      |                     |            |         |
| 15    | ITA  | Andreas Zingerle    | 26:33,0    | 2 (1+1) |
|       |      |                     |            |         |
| 17    | AUT  | Franz Schuler       | 26:45,0    | 1 (0+1) |
|       |      |                     |            |         |
| 19    | FRG  | Ernst Reiter        | 26:50,2    | 2 (2+0) |
|       |      |                     |            |         |
| 23    | AUT  | Bruno Hofstätter    | 27:02,8    | 1 (0+1) |
|       |      |                     |            |         |
| 26    | FRG  | Stefan Höck         | 27:26,2    | 3 (0+3) |
|       |      |                     |            |         |
| 37    | AUT  | Egon Leitner        | 27:42,4    | 2 (0+2) |
|       |      |                     |            |         |
| 40    | AUT  | Alfred Eder         | 27:57,3    | 2 (0+2) |
|       | …    |                     |            |         |

Datum: 23. Februar 1988, 11:00 Uhr

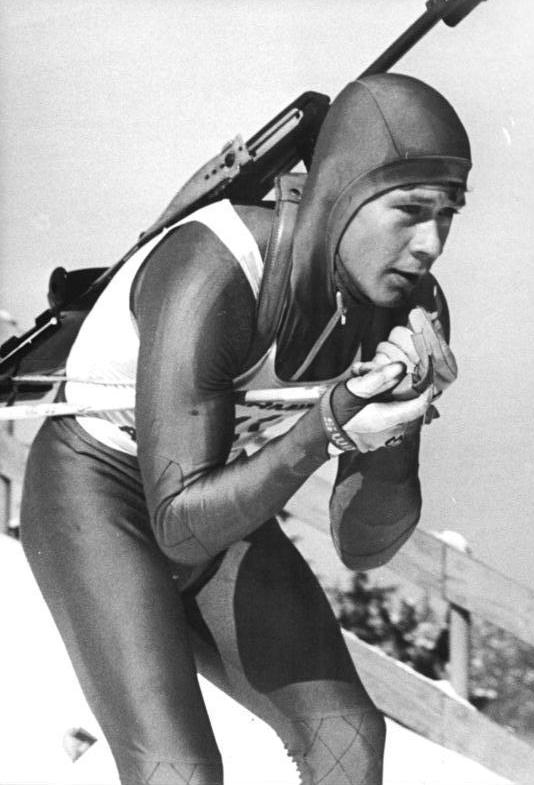
Wie schon im Jahr zuvor bei den Weltmeisterschaften gewann Frank-Peter Roetsch den Sprint und den Einzelwettbewerb

Totalanstieg: 380 m, Maximalanstieg: 55 m, Höhenunterschied: 103 m
72 Teilnehmer aus 22 Ländern, alle in der Wertung

### Einzel 20 km
| Platz | Land | Sportler              | Zeit          | Fehler      |
| ----- | ---- | --------------------- | ------------- | ----------- |
| 01    | DDR  | Frank-Peter Roetsch   | 0056:33,3 min | 3 (1+1+0+1) |
| 02    | URS  | Waleri Medwedzew      | 0056:54,6 min | 2 (1+0+1+0) |
| 03    | ITA  | Johann Passler        | 0057:10,1 min | 2 (1+0+0+1) |
| 04    | URS  | Sergei Tschepikow     | 0057:17,5 min | 1 (0+1+0+0) |
| 05    | URS  | Juri Kaschkarow       | 0057:43,3 min | 2 (0+1+1+0) |
| 06    | NOR  | Eirik Kvalfoss        | 0057:54,6 min | 3 (1+1+1+0) |
| 07    | DDR  | André Sehmisch        | 0058:11,4 min | 3 (0+1+2+0) |
| 08    | FIN  | Tapio Piipponen       | 0058:18,3 min | 3 (1+0+1+1) |
| 09    | DDR  | Matthias Jacob        | 0058:20,1 min | 3 (0+2+1+0) |
| 10    | FRG  | Peter Angerer         | 0058:46,7 min | 3 (0+2+0+1) |
| 11    | ITA  | Gottlieb Taschler     | 0058:53,6 min | 3 (1+1+0+1) |
|       |      |                       |               |             |
| 16    | DDR  | Jürgen Wirth          | 1:00:25,9 h00 | 3 (1+0+1+1) |
| 17    | FRG  | Herbert Fritzenwenger | 1:00:27,8 h00 | 4 (0+2+2+0) |
|       |      |                       |               |             |
| 23    | FRG  | Fritz Fischer         | 1:01:04,5 h00 | 5 (1+1+0+3) |
| 24    | AUT  | Bruno Hofstätter      | 1:01:05,1 h00 | 4 (1+1+0+2) |
|       |      |                       |               |             |
| 26    | AUT  | Alfred Eder           | 1:01:39,7 h00 | 6 (3+1+0+2) |
| 27    | AUT  | Egon Leitner          | 1:01:52,3 h00 | 3 (1+1+1+0) |
|       |      |                       |               |             |
| 29    | FRG  | Ernst Reiter          | 1:01:54,8 h00 | 5 (2+0+2+1) |
|       |      |                       |               |             |
| 36    | AUT  | Franz Schuler         | 1:03:24,5 h00 | 8 (1+4+1+2) |
|       |      |                       |               |             |
| 43    | ITA  | Werner Kiem           | 1:04:00,3 h00 | 7 (2+3+1+1) |
|       |      |                       |               |             |
| DSQ   | ITA  | Andreas Zingerle      |               |             |

Datum: 20. Februar 1988, 11:00 Uhr
Totalanstieg: 380 m, Maximalanstieg: 55 m, Höhenunterschied: 103 m
71 Teilnehmer aus 21 Ländern, davon 68 in der Wertung
Frank-Peter Roetsch war trotz der drei Fehlschüsse eine Klasse für sich, denn viele andere hatten beim Schießen noch mehr Probleme. Alfred Eder lief zwar ausgezeichnet, aber sechs Fehlschüsse waren zu viel. Der Sieger der letzten Spiele in Sarajevo Peter Angerer kam wie später im Sprint auf Rang zehn. Der Antholzer Johann Passler bestätigte mit seiner Bronzemedaille seine guten Weltcup-Resultate. Sein Mannschaftskollege Gottlieb Taschler belegte mit einem Rückstand von mehr als zwei Minuten den elften Rang. Der Doppelweltmeister und Sprintolympiasieger von 1984 Eirik Kvalfoss vergab seine Medaillenchancen beim Schießen, denn im Laufen war er so schnell wie Silbergewinner Waleri Medwedzew.

### Staffel 4 × 7,5 km
| Platz | Land/Sportler                                                                                            | Zeit (h)  | Fehler              |
| ----- | --- | --------- | ------------------- |
| 01    | Sowjetunion 0000Dmitri Wassiljew 0000Sergei Tschepikow 0000Aljaksandr Papou 0000Waleri Medwedzew         | 1:22:30,0 | 0+0                 |
| 02    | BR Deutschland 0000Ernst Reiter 0000Stefan Höck 0000Peter Angerer 0000Fritz Fischer                      | 1:23:37,4 | 0+0                 |
| 03    | Italien 0000Werner Kiem 0000Gottlieb Taschler 0000Johann Passler 0000Andreas Zingerle                    | 1:23:51,6 | 0+0                 |
| 04    | Österreich 0000Anton Lengauer-Stockner 0000Bruno Hofstätter 0000Franz Schuler 0000Alfred Eder            | 1:24:17,6 | 0+0                 |
| 05    | DDR 0000Jürgen Wirth 0000Frank-Peter Roetsch 0000Matthias Jacob 0000André Sehmisch                       | 1:24:28,4 | 3+0 0+0             |
| 06    | Norwegen 0000Geir Einang 0000Frode Løberg 0000Gisle Fenne 0000Eirik Kvalfoss                             | 1:25:57,0 | 0+0                 |
| 07    | Schweden 0000Peter Sjödén 0000Mikael Löfgren 0000Roger Westling 0000Leif Andersson                       | 1:29:11,9 | 3+0 0+0 3+0 0+0     |
| 08    | Bulgarien 0000Wassil Boschilow 0000Wladimir Welitschkow 0000Krassimir Widenow 0000Christo Wodenitscharow | 1:29:24,9 | 5+2 1+0 0+0 4+0 0+2 |
| 09    | USA 0000Lyle Nelson 0000Curt Schreiner 0000Darin Binning 0000Josh Thompson                               | 1:29:33,0 | 2+0 1+0 0+0 1+0 0+0 |
| 10    | Frankreich 0000Éric Claudon 0000Jean-Paul Giachino 0000Hervé Flandin 0000Francis Mougel                  | 1:30:22,8 | 4+2 0+0 4+0 0+0 0+2 |

Datum: 26. Februar 1988, 11:00 Uhr
Totalanstieg: 294 m, Maximalanstieg: 25 m, Höhenunterschied: 44 m
16 Staffeln am Start, alle im Ziel
Das Ziel der Österreicher in diesem Rennen war wegen der schwachen Schießleistungen in den Wettbewerben zuvor bescheiden, Platz sechs schien jedoch möglich. Unerwartet lag Startläufer Anton Lengauer-Stockner sogar in Führung und Schlussläufer Alfred Eder gelang es, seinen DDR-Konkurrenten André Sehmisch abzufangen. Eventuell wäre auch Bronze möglich gewesen, es wurde dann Rang vier. Der Sieg der Sowjetunion war ungefährdet, die Bundesrepublik Deutschland rang im Kampf um Silber Italien nieder.

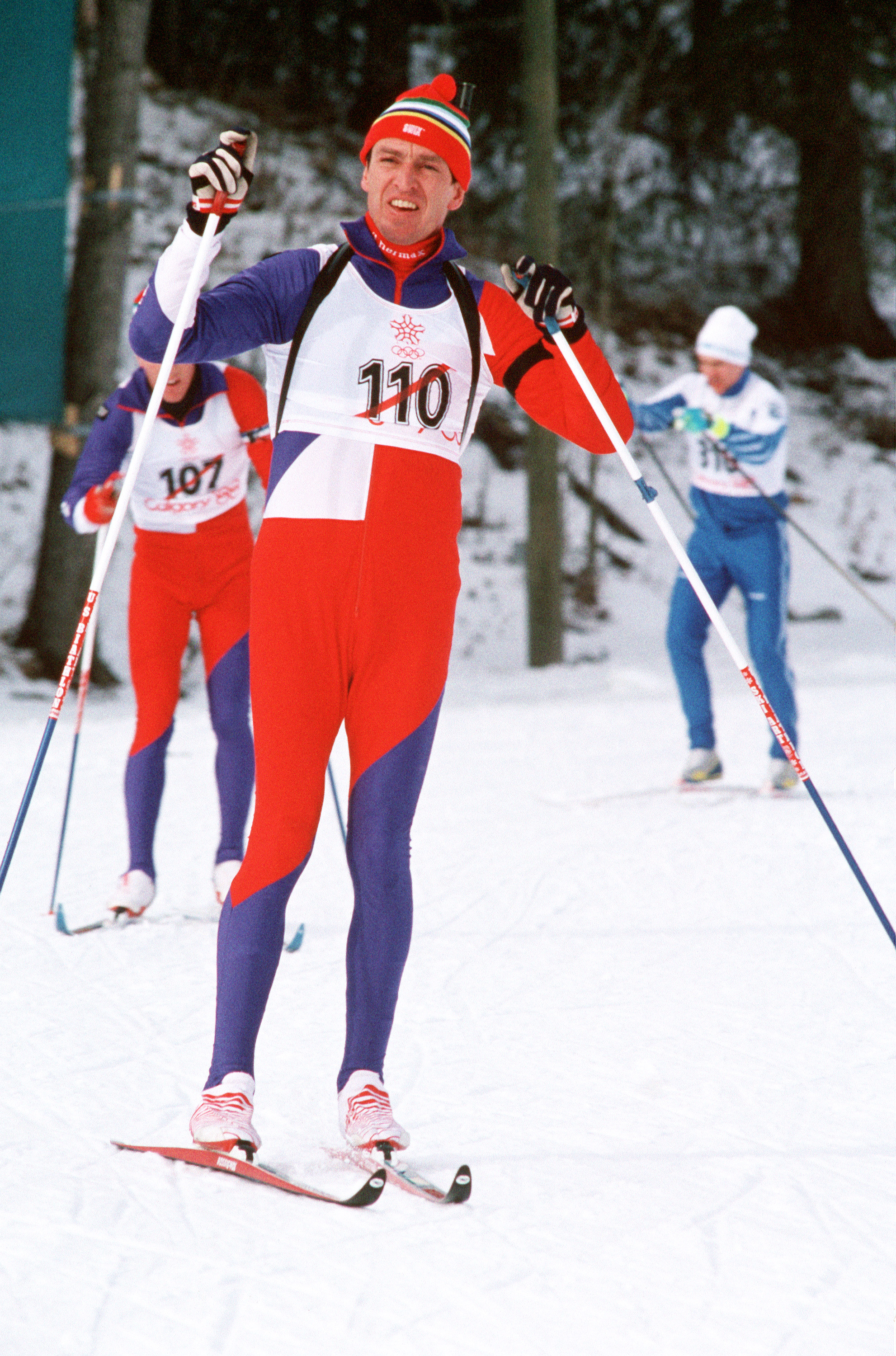
Lyle Nelson – Startläufer der neuntplatzierten US-Staffel

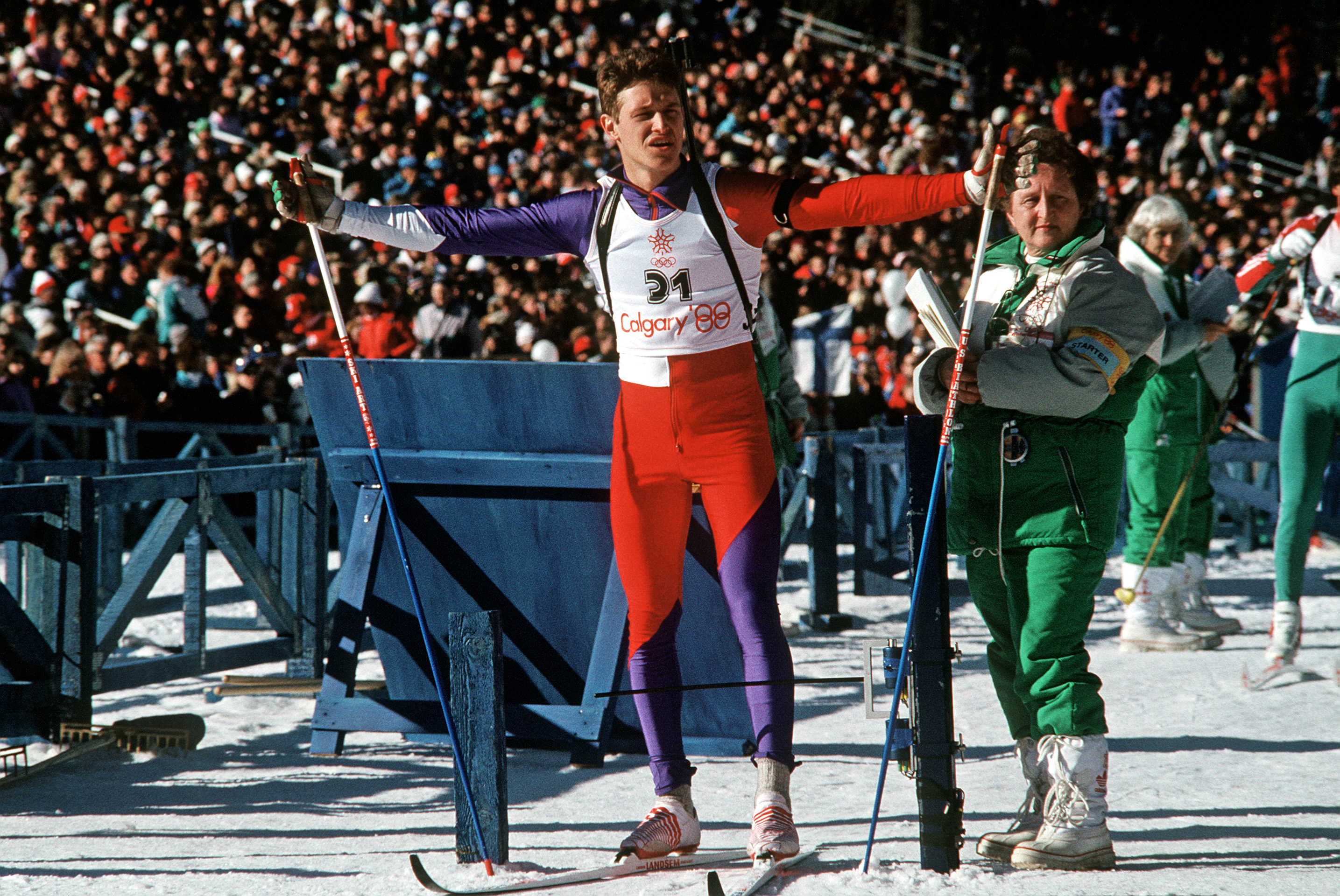
Curt Schreiner ging als zweiter US-Läufer für seine Staffel ins Rennen